# LW9 (Paralympics)
LW9 ist eine Startklasse für Sportler im paralympischen Wintersport für Sportler im Ski Alpin, Ski Nordisch und im Biathlon. Die Zugehörigkeit von Sportlern zur Startklasse ist wie folgt skizziert:
Skisportler der Klasse LW9 haben Behinderungen in den oberen und unteren Extremitäten. Eines der folgenden Minimumkriterien muss erfüllt sein:
- Behinderung in einer unteren Extremität und in einer oberen Extremität – und
- Behinderung einer unteren Extremität nach Klasse LW4 und eines der folgenden Kriterien:
  - Verlust der unteren Extremität auf Höhe oder oberhalb des Sprunggelenkes – oder
  - Kraftverlust im Bein – oder
  - Ataxie eines Beines – oder
  - eindeutige Athetose – oder
  - Beinlängendifferenz von mindestens 7 cm;
- Behinderung einer oberen Extremität nach Klasse LW4 und eines der folgenden Kriterien:
  - Verlust einer oberen Extremität unterhalb des Ellbogens – oder
  - Kraftverlust der oberen Extremität (mit einem Verlust der Beweglichkeit von Fingerflektion, Fingerextension und der Daumenbewegung) – oder
  - höchstens 5° Ellbogenbeweglichkeit einseitig ohne die Möglichkeit der Kraftentwicklung beim Stockeinsatz.

Es gilt:
- der Athlet / die Athletin benutzt zwei Ski und entweder einen oder zwei Stöcke.

Die Klasseneinteilung kennzeichnet den wettbewerbsrelevanten Grad der funktionellen Behinderung eines Sportlers. Sportler in den Klassen LW1-LW9 starten stehend.